# The Libations of Samhain
The Libations of Samhain è un album dal vivo del gruppo musicale drone doom metal statunitense Sunn O))), pubblicato nel 2004.

## Tracce
1. The Libations of Samhain – 49:00
2. Sunn O))) vs Diggers – 16:05